# Megasema plumbata
Megasema plumbata là một loài bướm đêm trong họ Noctuidae.